# Playing with Fire (film fra 1921)
Playing with Fire er en amerikansk stumfilm fra 1921 af Dallas M. Fitzgerald.

## Medvirkende
- Gladys Walton som Enid Gregory
- Kathryn McGuire som Janet Fenwick
- Eddie Gribbon som Bill Butler
- Hayward Mack som Bruce Tilford
- Harold Miller som Jack Taylor
- Hallam Cooley som Kent Lloyd
- Sidney Franklin som Pat Isaacs
- Lydia Knott som Miss Seraphina